# Prescură

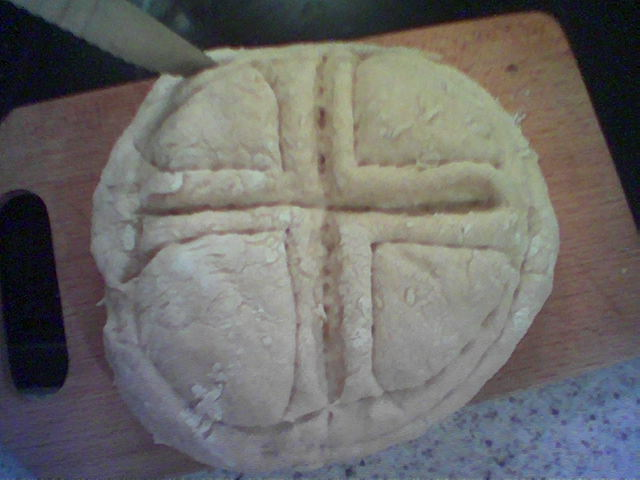
Prescură

Prescura este o pâinișoară rotundă, sau în formă de cruce, făcută din aluat dospit, din care se pregătește cuminecătura și se taie anafura la biserică. 
Biserica Romano-Catolică folosește pâine ne-dospită.